# Ambanitsena
Ambanitsena är en ort i Madagaskar. Den ligger i den centrala delen av landet, 16 km öster om huvudstaden Antananarivo. Ambanitsena ligger 1 399 meter över havet och antalet invånare är 6 000.
Terrängen runt Ambanitsena är kuperad åt sydväst, men åt nordost är den platt. Runt Ambanitsena är det ganska tätbefolkat, med 108 invånare per kvadratkilometer. Närmaste större samhälle är Antananarivo, 16,2 km väster om Ambanitsena. Omgivningarna runt Ambanitsena är en mosaik av jordbruksmark och naturlig växtlighet.